# Katolička Crkva na Trinidadu i Tobagu
Katolička crkva na Trinidadu i Tobagu dio je svjetske Katoličke Crkve, pod duhovnim vodstvom Pape i kurije u Rimu.
Godine 2005. bilo je oko 383 000 katolika u Trinidadu i Tobagu (30%). Postoji jedna nadbiskupija pod imenom Nadbiskupija Port of Spain, koja uključuje i pet biskupija izvan Trinidada i Tobaga. Nadbiskup je Joseph Everard Harris. Član je Biskupske konferencije Antila, a predsjednik te Biskupske konferencije je Patrick Christopher Pinder, nadbiskup Nassaua (Bahami). 
Svetu Stolicu na Trinidadu i Tobagu predstavlja apostolski nuncij nadbiskup Nicola Girasoli, koji je također nuncij za veći broj država na Antilima.